# Peter Vives
Peter Vives (Barcelona, 14 de julio de 1987) es un actor, cantante y pianista español. De madre neozelandesa y padre español, es sobrino del productor y ayudante de dirección neozelandés Murray Newey. Tiene doble nacionalidad española y neozelandesa. Sabe hablar perfectamente: español, inglés, francés y catalán.

## Carrera
Comenzó su carrera interpretativa en 2004, con una corta intervención en la película Amb el 10 a l'esquena (Con el 10 a la espalda). En 2006 participó en The Cheetah Girls 2, la película que lo dio a conocer. 
Ha intervenido en Savage Grace (2007) y Sing for Darfur (2008). En 2009 hizo su primera aparición televisiva en la serie catalana 13 anys i un dia (Trece años y un día), aunque sólo intervenía en un capítulo. Ese mismo año también rodó la película Paintball. En 2010 apareció en Divendres (Viernes) y en el cortometraje Gear School Plug & Play. Como actor protagonista, interpretó el personaje de Nil Guitart, en la serie La Riera, de la televisión catalana. En 2011 participó en su último largometraje: Mil cretinos e intervino en Tvist. 
Interviene en 5 episodios en la última temporada emitida de la serie de TVE española Águila Roja, donde se dio a conocer a nivel nacional. En ella interpretaba al capitán del ejército inglés Patrick Walcott.
En 2013 interpreta a Marcus Logan, un periodista inglés que se enamora de Sira Quiroga (Adriana Ugarte), la protagonista de la serie de la cadena de televisión Antena 3 El tiempo entre costuras, basada en una novela de María Dueñas.
En 2014 se incorporó a la segunda temporada de la serie de Antena 3 Velvet, en la que interpretaba a Carlos.
En 2023 forma parte del reparto de Las pelotaris 1926.

## Filmografía

### Cine
- A mil kilómetros de la Navidad (2021)
- Perfidious (2019)
- Siempre he querido dirigir (2018)
- Melocotones (2017)
- Mil cosas que haría por ti (2017)
- Barcelona, noche de verano (2013)
- Volare (2013)
- Invasor (2012)
- Eva (2011)
- Mil cretinos (2011)
- Di Di Hollywood (2010)
- Paintball (2009)
- Sing for Darfur (2008)
- Savage Grace (2007)
- The Cheetah Girls 2 (2006)
- Amb el 10 a l'esquena (2004)

### Televisión
| Año         | Título                   | Personaje               | Cadena                  | Datos           |
| ----------- | ------------------------ | ----------------------- | ----------------------- | --------------- |
| 2009        | 13 anys i un dia         |                         | TV3                     | 1 episodio      |
| 2010 - 2017 | La Riera                 | Nil Guitart Pla         | TV3                     | +1000 episodios |
| 2013        | Águila Roja              | Capitán Patrick Walcott | La 1                    | 4 episodios     |
| 2013 - 2014 | El tiempo entre costuras | Marcus Logan            | Antena 3                | 8 episodios     |
| 2014 - 2016 | Velvet                   | Carlos Álvarez          | Antena 3                | 29 episodios    |
| 2017        | Nit i dia                | Damià Camps             | TV3                     | 13 episodios    |
| 2019        | No te puedes esconder    | Alberto Torres          | Telemundo / Netflix     | 9 episodios     |
| 2020        | Jo també em quedo a casa | Larry                   | TV3                     | 20 episodios    |
| 2021        | La que se avecina        | Óscar                   | Telecinco               | 4 episodios     |
| 2021; 2023  | Supernormal              | Mauro                   | Movistar+               | 12 episodios    |
| 2022        | Madres. Amor y Vida      | Nico Ituarde            | Telecinco / Prime Video | 8 episodios     |
| 2022 - 2023 | Sentimos las molestias   | Lomardo                 | Movistar+               | 11 episodios    |
| 2023        | Las pelotaris 1926       | Alan Rider              | Vix+                    | 6 episodios     |
| 2024        | Zorro                    | Janus Carter            | Prime Video / La 1      | 10 episodios    |
| 2024        | Operación Barrio Inglés  | Peter                   | La 1                    | 8 episodios     |

## Teatro
- Rent (2019), dirigido por Daniel Anglés y adaptado por Daniel Anglés y Marc Gómez.
- Afanys d'amor perduts (2018-2019), dirigido por Pere Planella y adaptado por Roger Cònsul y Pere Planella.
- Dos peor que uno (2015), dirigido por Paco Mir y adaptado por Alexander Herold
- El zoo de cristal (2014), de Tennessee Williams, adaptación y dirección de Josep Maria Pou.
- Tots fem comèdia (2013), escrito y dirigido por Joaquim Oristrell.
- Taxi... al TNC (2013), dirigido por Xavier Albertí